# Međunarodna komora mladih
Međunarodna komora mladih (engleski: Junior Chamber International), skraćeno i najlešće u uporabi JCI (izgovor: Džej-si-aj), neprofitna međunarodna nevladina organizacija aktivnih građana i poduzetnika između 18 i 40 godina. JCI ima opći savjetodavni status pri Ekonomskom i socijalnom vijeću Ujedinjenih naroda. JCI potiče mlade ljude da postanu aktivni građani i da sudjeluju u stvaranju pozitivnih promjena u smjeru društvenog i gospodarskog razvoja, te međunarodne suradnje, dobre volje i razumijevanja.
JCI djeluje kroz gotovo pet tisuća lokalnih organizacija prisutnih u preko 120 država koje okupljaju više od 160 tisuća članova. Lokalne organizacije su organizirane kroz nacionalne organizacije gdje je svaka država predstavljena sa svojom nacionalnom JCI organizacijom. U upotrebi su četiri službena jezika: engleski, japanski, francuski i španjolski. Najznačajniji događanje je Svjetski JCI kongres koji se održavava u studenom svake godine.
JCI u Hrvatskoj je aktivan od 1995. do 2003. godine, te nakon obnavljanja 2013. godine.

## Povijest
Osnivanje organizacije se veže za 13. studeni 1915. godine kada se u američkom gradu St. Louis sazvao sastanak na inicijativu Henryja Giessenbiera na kojem je sudjelovalo 32 mladića kako bi osnovali udrugu pod nazivom "The Young Men's Progressive Civic Association" (YMPCA). Cilj ove udruge bio je promicanje prodaje gradskih obveznica kako bi se financirala izgradnja cesta i parkova u gradu. Udruga se usmjerila na osnaživanje građana nudeći mladim ljudima konstruktivan pristup rješavanju općedruštvenih problema. Lokalna gospodarska komora u St. Louisu toliko je bila impresionirana njihovim akcijama da je zatražila od tih mladih ljudi da usvoje naziv "Junior Chamber of Commerce". U kolovozu 1918. godine organizacija mijenja naziv i postaje "Junior Citizens", kolokvijalno "JCs" a negdje i "JayCees".
Nakon Prvog svjetskog rata organizacija je kontaktirala skupine sličnih interesa iz svih dijelova SAD-a. Ovoj inicijativi se odazvalo 30 gradova. Ostvarivanjem pretpostavki za donošenjem akata i izbor dužnosnika formira se američki pokret Junior Chamber. Na konvenciji u lipnju 1920. godine organizacija je dobila svoj statut, a Henry Giessenbier izabran je za predsjednika američke nacionalne organizacije sačinjene od 29 lokalnih organizacija.
U kanadskog gradu Winnipeg 1923. godine formirana je kanadska nacionalna organizacija koja kontinuirano djeluje i do danas. Neslužbeni moto ove organizacije, prve u Kanadi, odavno je "Mi smo stavili 'I' u JCI". Dvije godine kasnije organizacija je osnovana i u Velikoj Britaniji. Prva lokalna organizacija u Europi osnovana je u Londonu 1925. godine i to je ujedno i prva organizacija osnovana van Sjeverne Amerike.
Prvi pokušaj za osnivanjem međunarodne organizacije dešava se u vrijeme ljetnih Olimpijskih igara u Los Angelesu 1932. godine kada su se sastali predstavnici iz SAD, Kanade, Engleske, Meksika, Novog Zelanda, Australije i Kolumbije. Nekoliko godina poslije američka organizacija je donijela program osnivanja organizacija u zemljama Srednje i Južne Amerike, što je dovelo do osnivanja još šest nacionalnih organizacija do 1943. godine. Prvi međunarodni kongres održan je 11. prosinca 1944. godine u Mexico City-ju gdje su predstavnici Kostarike, Salvadora, Gvatemale, Hondurasa, Meksika, Nikaragve, Paname i SAD-a donijeli odluku o osnivanju organizacije Junior Chamber International.
Kao pravni subjekt organizacija se formirala na II. svjetskom kongresu u Panami krajem veljače 1946. godine. Na ovom kongresu je sudjelovalo 44 delegata iz 16 različitih zemalja koji su odobrili Statut i pred sebe postavili rezoluciju koje će se pridržavati. Sjedište međunarodne organizacije otvoreno je 1952. godine u Coral Gablesu, gradiću jugozapadno od Miamija. Godine 2002., nakon 30 godina, središnjica organizacije se preselila u predgrađe St. Louisa, Chesterfield.
Tijekom godina dok se organizacija razvijala bila je poznata kao "Junior Chamber", "Junior Chamber of Commerce", "Jaycees International" te po njihovim prijevodima na više različitih jezika. Međutim, od 2004. godine sve nacionalne i lokalne organizacije diljem svijeta uključile su kraticu "JCI" u svom nazivu.

## Međunarodna partnerstva
Na međunarodnoj razini, organizacija surađuje s drugim međunarodnim organizacijama s kojima dijeli zajedniče vrijednosti i ciljeve kako bi maksimizirali utjecaj djelovanja svojih članova u lokalnim zajednicama. Tako su partneri organizacije: UN Global Compact, Međunarodna trgovinska komora (ICC), UNESCO, AIESEC, Ekonomsko i socijalno vijeće Ujedinjenih naroda (ECOSOC), UNICEF i drugi.

## Struktura
Organizacija je podijeljena na četiri zemljopisna područja, a to su: europsko, sveameričko, afričko-bliskoistočno te azijsko-pacifičko. Skupštinu međunarodne organizacije čine predsjednici nacionalnih JCI organizacija, dok skupštie svih nacionalnih organizacija čine predsjednici njima pripadajućih lokalnih organizacija. 
| Područje              | Broj nacionalnih organizacija | Broj lokalnih organizacija |
| --------------------- | ----------------------------- | -------------------------- |
| Afričko-bliskoistočno | 35                            | 414                        |
| Azijsko-pacifičko     | 22                            | 2.640                      |
| Europsko              | 35                            | 927                        |
| Sveameričko           | 23                            | 725                        |
| Ukupno                | 115                           | 4.706                      |

### Nacionalne organizacije
U Generalnoj skupštini organizacije svoje mjesto ima 115 nacionalnih organizacija.

#### Afričko-bliskoistočno područje
- Benin
- Bocvana
- Burkina Faso
- DR Kongo
- Džibuti
- Gabon
- Gambija
- Gana
- Gvineja
- Gvineja Bisau
- Iran
- Jemen
- Jordan
- Južnoafrička Rep.
- Kamerun
- Kenija
- Kongo
- Libanon
- Madagaskar
- Malavi
- Mali
- Maroko
- Mauricijus
- Niger
- Nigerija
- Obala Bjelokosti
- Ruanda
- Senegal
- Sirija
- Tanzanija
- Togo
- Tunis
- Uganda
- Zambija
- Zimbabve

#### Azijsko-pacifičko područje
- Australija
- Bangladeš
- Filipini
- Hong Kong
- Indija
- Indonesija
- Istočni Timor
- Japan
- Kambodža
- Koreja
- Makao
- Maldivi
- Malezija
- Mjanmar
- Mongolija
- Nepal
- Novi Zealand
- Singapor
- Šri Lanka
- Tajland
- Tajvan
- Vijetnam

#### Europsko područje
- Austrija
- Belgija
- Bulgarska
- Cipar
- Češka Republika
- Danska
- Estonija
- Finska
- Francuska
- Hrvatska
- Irska
- Island
- Italija
- Katalonija
- Kosovo
- Latvija
- Litva
- Luksembourg
- Malta
- Moldavija
- Monako
- Nizozemska
- Norveška
- Njemačka
- Poljska
- Rumunjska
- Rusija
- Slovačka
- Srbija
- Škotska
- Švedska
- Švicarska
- Turska
- Ujedinjeno Kraljevstvo
- Ukrajina

#### Sveameričko područje
- Argentina
- Bolivija
- Brazil
- Dominikanska Rep.
- Ekvador
- Haiti
- Honduras
- Jamajka
- Kanada
- Kolumbjia
- Kostarika
- Meksiko
- Nikaragva
- Nizozemski Karibi
- Panama
- Paragvaj
- Peru
- Portoriko
- Sjedinjene Države
- Surinam
- Urugvaj
- Venezuela
- Zapadne Indije

## Poznatiji bivši članovi
Popis nekih od najpoznatijih osoba koje su bili članovi organizacije u državama iz kojih dolaze:
- Kofi Annan
- Joseph Estrada
- Jacques Chirac
- Taro Aso
- Junichiro Koizumi
- Yasuhiro Nakasone
- Albert II. od Monaka
- Walter Scheel
- Larry Bird
- George H. W. Bush
- Bill Clinton
- Gerald Ford
- Al Gore
- Howard Hughes
- Lyndon B. Johnson
- John F. Kennedy
- Charles Lindbergh
- Richard Nixon
- Nelson Rockefeller

## Vanjske poveznice
- Službena stranica  Arhivirana inačica izvorne stranice od 7. prosinca 2017. (Wayback Machine)
- JCI Croatia  Arhivirana inačica izvorne stranice od 22. kolovoza 2019. (Wayback Machine)